# 伊達宗隆
伊達 宗隆（だて むねたか）は、江戸時代中期から後期にかけての武士。陸奥国仙台藩一門第六席・岩谷堂伊達家8代当主。

## 生涯
天明3年（1783年）、岩谷堂伊達家7代当主・伊達村将の子として生まれる。
初名は隆兼（たかかね）、のちに仙台藩9代藩主・伊達周宗より偏諱を受け宗隆に改名。
寛政7年（1795年）2月、父の死去により家督を相続し岩谷堂邑主となる。寛政9年（1797年）、領内で百姓一揆が発生し、岩谷堂の館に迫ったため、家老の伊藤森之助を派遣して、本藩に願書を取り次ぐ要求を受け入れて解散させた。一揆は仙台藩の諸方に伝播し、藩は「寛政の御転法」と呼ばれる農民懐柔策をとることとなった。
文政7年（1824年）1月27日、死去。享年42。